# ГЕС Чухе
ГЕС Чухе (蜀河水电站) — гідроелектростанція у північній частині Китаю в провінції Шеньсі. Знаходячись між ГЕС Xúnyáng (вище по течії) та ГЕС Байхе, входить до складу каскаду на річці Ханьшуй, великій лівій притоці Янцзи.
У межах проєкту річку перекрили бетонною греблею висотою 72 метри та довжиною 290 м. Вона утримує водосховище з об'ємом 176 млн м3 та припустимим коливанням рівня поверхні в операційному режимі між позначками 215 та 217,3 м НРМ (під час повені рівень може зростати до 227,2 метра НРМ, а об'єм — до 323,5 млн м3).
Інтегрований у греблю машинний зал обладнали шістьома бульбовими турбінами потужністю по 46 МВт, які використовують напір від 10,5 до 26,3 метра (номінальний напір 19,6 м) та забезпечують виробництво 953 млн кВт·год електроенергії на рік.